# 759 TCN
759 TCN là một năm trong lịch La Mã.